# Basilica di Nostra Signora del Puy
La basilica di Nostra Signora del Puy, in spagnolo Basílica de Nuestra Señora del Puy,  è un luogo di culto cattolico nel comune spagnolo di Estella nella comunità autonoma della Navarra sul Camino Francés, uno dei rami del Cammino di Santiago di Compostela. La parte più antica del tempio risale al XII secolo.

## Storia

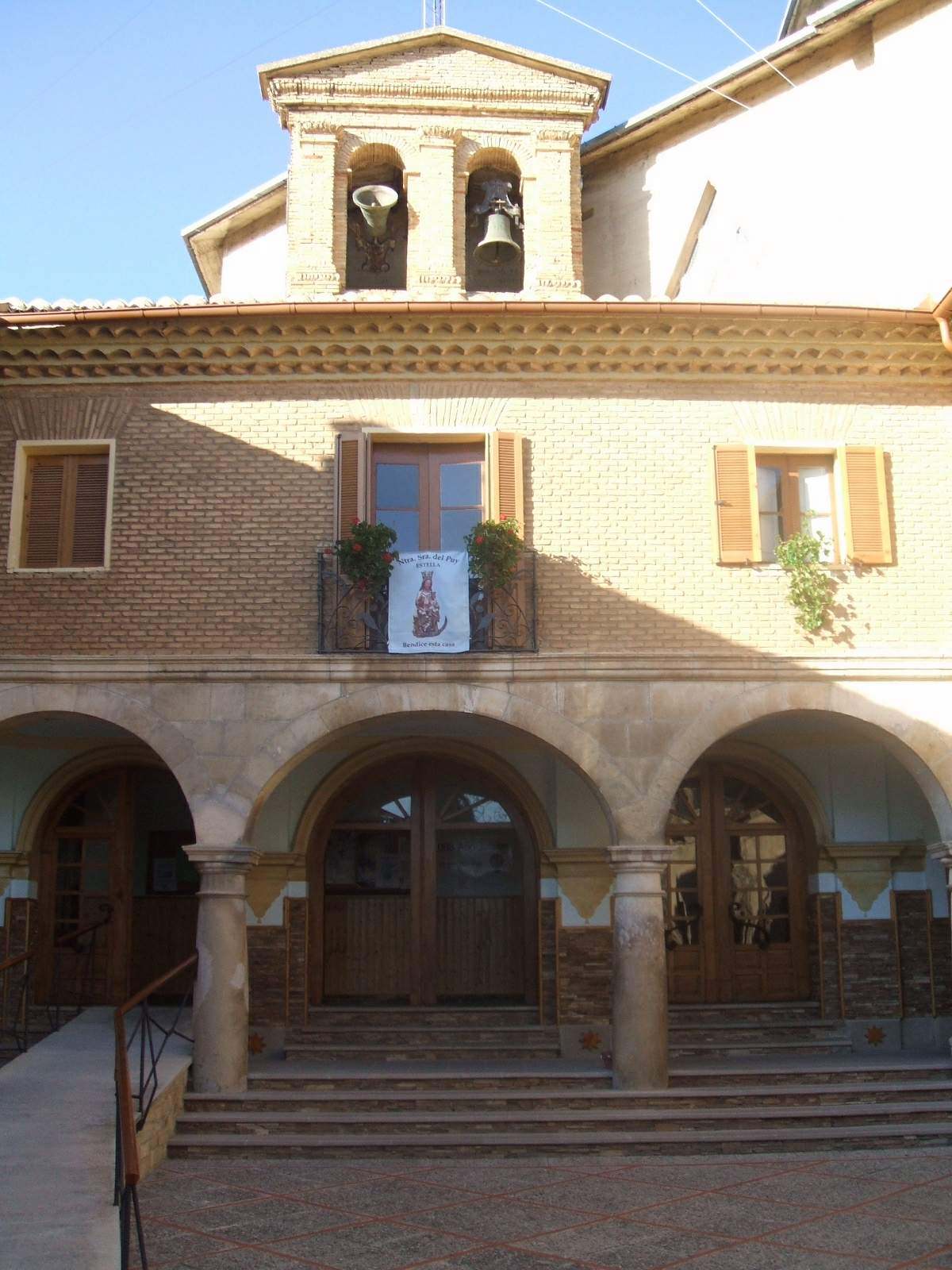
Ingresso con portico

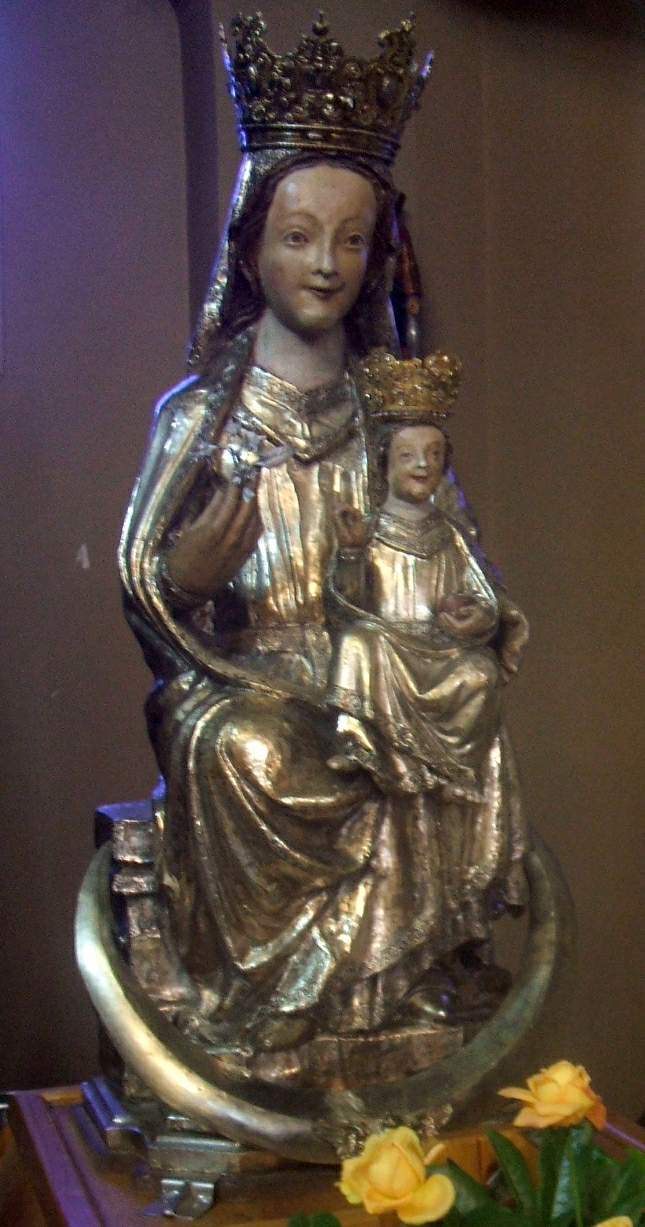
Statua raffigurante la Virgen del Puy

Secondo la leggenda, nell'XI secolo, sulla collina dove si trova la chiesa e attorno alla quale poi sarebbe stata costruita la cittadina di Estella, le luci delle stelle avrebbero fatto trovare l'immagine della Vergine con il Bambino che fu subito chiamata Nostra Signora del Puy come quella venerata nella cattedrale di Le Puy in Francia. Sul sito, Sancho Ramírez d'Aragona fece costruire una cappella dedicata alla Vergine e pochi secoli dopo questo primo luogo di culto fu sostituito da una nuova chiesa in stile barocco. Nella prima metà del XX secolo questa chiesa venne ricostruita su progetto dell'architetto Víctor Eusa (1894-1990).

## Descrizione
La basilica è in posizione dominante sull'abitato e dal suo sagrato si gode di un ampio panorama sul territorio. La statua raffigurante la Virgen del Puy oggetto di devozione dei fedeli e patrona di Estella è conservata nella sala. L'atrio di accesso al tempio è la parte più antica dell'edificio e risale al XII secolo.